# هيرميس (برنامج صاورخي)
بُدأ مشروع هيرميس (15 نوفمبر، 1944- 31 ديسمبر، 1954) ردًا على الهجمات الصاروخية الألمانية في أوروبا. كان الهدف من مشروع هيرميس تحديد احتياجات قوات الجيش الميدانية من القذائف الصاروخية. أبرمت إدارة العتاد الحربي بناءً على ذلك عقدًا للبحث والتطوير مع شركة جنرال إلكتريك في 20 نوفمبر عام 1944. خوّل هذا العقد شركة جنرال إلكتريك للبحث في تطوير الصواريخ بعيدة المدى التي يمكن استخدامها في مواجهة الأهداف الأرضية والطائرات عالية الارتفاع. وافق المقاول على إجراء التقصيات، والأبحاث، والتجارب، والتصميم، والتطوير، والعمل الهندسي فيما يتعلق بتطوير الصواريخ بعيدة المدى للاستخدام في مواجهة الأهداف الأرضية والطائرات عالية الارتفاع. وكانت جنرال إلكتريك ستقوم أيضًا بالتقصيات حول محركات النفاث التضاغطي، ومحركات الصواريخ العاملة بالوقود الصلب، ومحركات الصواريخ العاملة بالوقود السائل، والوقود الهجين. تطلب العقد أيضًا من شركة جنرال إلكتريك تطوير معدات التحكم عن بعد، والمعدات الأرضية، وأجهزة التحكم بالإطلاق، وأجهزة التوجيه.

## نبذة تاريخية
كان هيرميس البرنامج الصاروخي الثاني للجيش. تعاقد الجيش في مايو عام 1944 مع مختبرات غوغنهايم للملاحة الجوية في معهد كاليفورنيا للتكنولوجيا للبدء بمشروع «أو أر دي سي آي تي» للبحث في الصواريخ الموجهة واختبارها وتطويرها. تألّف برنامج هيرميس في الأصل من ثلاث مراحل: في المرحلة الأولى نُفذ البحث الممنهج، أمّا الثانية فهي إرسال مجموعة بحثية إلى أوروبا للتقصي حول الصواريخ الألمانية، والثالثة هي «تصميم وتطوير أنظمتها التجريبية الخاصة. وبشكل أساسي، كان المشروع سيغطي كل مرحلة من التقنية الصاروخية باستثناء تطوير وإنتاج الرؤوس الحربية والشعيلات على نطاق واسع. يمكن تجميع هذه المراحل على الرغم من ذلك في ثلاث فئات عامة، وهي صواريخ إيه1 وإيه2، وصواريخ إيه3، وجميع صواريخ هيرميس الأخرى والبحوث الداعمة. 
في ديسمبر عام 1944، جرى تكليف مشروع هيرميس بدراسة صواريخ فاو-2. كانت المواضيع التي سيجري التعامل معها هي «النقل، والاستلام، والتفريغ، والتصنيف (المطابقة)، والترميم، واختبار مكونات الصواريخ الألمانية، بالإضافة إلى تجميع المجموعات الفرعية والصواريخ المكتملة واختبارها. وصناعة أجزاء جديدة، وتعديل أجزاء موجودة، وإجراء اختبارات خاصة، وبناء معدات اختبار مؤقتة غير متوفرة في ميدان الاختبار، وتأمين المواد الدافعة والتعامل معها، والإشراف على إطلاق الصواريخ». خلق توكيل مشروع هيرميس الحاجة إلى منطقة واسعة حيث يُمكن اختبار الصواريخ بأمان. تحرك الجيش لإنشاء ميادين الاختبار في وايت ساندس في جنوب وسط ولاية نيو مكسيكو لتكون مكانًا لاختبار الصواريخ الجديدة. 
كان الدكتور ريتشارد دبليو. بورتر من مشروع هيرميس على مقربة، عندما ألقى الجيش الأمريكي القبض على مهندسي بينامونده، ومن بينهم المهندس فيرنر فون براون. وبعد استيلاء القوات الأمريكية على مصنع ميتلفيرك فاو-2، اجتاحت المهمة الخاصة فاو-2 المصنع واستولت على ما يكفي من المكونات لتجميع مئة صاروخ من طراز فاو-2. نُقلت المكونات بسرعة إلى نيومكسيكو. وصلت ثلاثمئة من عربات السكك الحديدية تحمل أجزاء فاو-2 ومخططاتها إلى ميادين الاختبار في وايت ساندس، وبدأ أفراد جنرال إلكتريك مهمة جرد المكونات. وكان الجزء الرئيسي من مشروع هيرميس المتمثل في ترميم الأجزاء وتصنيعها، وتجميعها، وتعديلها، وإطلاق صواريخ فاو-2 سيجري على مدار خمسة أعوام تالية. كانت العديد من مكونات فاو-2 في حالة سيئة أو غير صالحة للاستعمال.